# 이명재 (법조인)
이명재(李明載, 1943년 ~ 경북 영주)는 대한민국의 정무직 공무원이자 검사 출신 법조인이며, 제31대 검찰총장을 역임했다.

## 학력
- 경북고등학교
- 서울대학교 법학 학사

## 약력
- 1970년 제11회 사법시험 합격
- 1975년 서울지방검찰청 남부지검 검사
- 1977년 전주지방검찰청 군산지검 검사
- 1979년 대검찰청 검찰연구관
- 1980년 서울지방검찰청 검사
- 1987년 대검찰청 중앙수사부 제3과 과장
- 1990년 서울중앙지방검찰청 특수1부 부장
- 1992년 울산지방검찰청 지검장
- 1993년 서울지방검찰청 서부지청 지청장
- 1994년 서울지방검찰청 동부지청 지청장
- 1995년 사법연수원 부원장
- 1997년 대검찰청 총무부 부장
- 1998년 대검찰청 중앙수사부 부장
- 1999년 부산고등검찰청 검사장
- 2000년 7월 ~ 2001년 5월 서울고등검찰청 검사장
- 2001년 6월 ~ 2015년 1월 법무법인 태평양 고문변호사
- 2002년 1월 ~ 2002년 11월 제31대 대검찰청 검찰총장
- 2015년 1월 ~ 2017년 3월 대통령비서실 민정특별보좌관
- 2017년 3월 ~ 법무법인 태평양 고문변호사